# شورندورف (بایرن)
شورندورف (به آلمانی: Schorndorf) یک شهر در آلمان است که در Cham واقع شده‌است.